# Latifa Al Maktoum (1985)
Pour les articles homonymes, voir Latifa Al Maktoum.
Signature
Latifa Al Maktoum ou Latifa bint Mohammed ben Rachid Al Maktoum (en arabe : لطيفة بنت محمد بن راشد آل مكتوم) est une princesse émiratie née le 5 décembre 1985, membre de la famille Al Maktoum de Dubaï. Elle est la fille de l’émir de Dubaï et Premier ministre des Émirats arabes unis Mohammed ben Rachid Al Maktoum. 
En 2018 après une tentative d'évasion de son pays, elle est interceptée et ramenée de force au palais dans une opération commanditée et organisée par son père Mohammed ben Rachid Al Maktoum où elle serait depuis détenue. En février 2021 elle parvient à transmettre une vidéo à des médias occidentaux, où elle affirme être retenue contre son gré dans une villa transformée en prison et craindre pour sa vie,.

## Biographie

### Famille et éducation
Latifa Al Maktoum est la troisième d'une fratrie de quatre enfants issue du mariage entre l'Émirien Mohammed ben Rachid Al Maktoum et l'Algérienne Houria Ahmed al-M'aach.
Elle a deux sœurs, Maitha (en), championne d’arts martiaux née en 1980, et Shamsa (née en 1981),, et un frère Majid (né en 1987). En outre, deux de ses demi-sœurs portent le même nom qu'elle.
Dans une déclaration vidéo, la princesse Latifa explique qu'elle et son frère Majid ont passé leur petite enfance sous la garde de leur tante paternelle. Elle a étudié à Dubaï, et est une parachutiste expérimentée, formée par l'ancienne championne du monde Stefania Martinengo,,,.
En 2000, sa sœur Shamsa aurait tenté de fuir en Range Rover la vaste propriété familiale du Surrey en Angleterre. On suppose qu'après avoir été interceptée à Cambridge elle a été reconduite à Dubaï. Depuis, aucune apparition publique de Shamsa n'est mentionnée. 
L'année suivante, Latifa alors âgée de 16 ans tente à son tour de quitter les Émirats. Arrêtée à la frontière omanaise, elle est remise à sa famille. Selon son témoignage vidéo et celui de son amie Tiina Jauhiainen, elle est alors enfermée pendant trois ans dans une cellule sans fenêtre, battue, torturée et menacée de mort (des témoignages de tiers sur d'autres personnes ayant subi des traitements similaires existent).

## Disparition

### Chronologie des événements
Le 24 février 2018, la princesse Latifa et la Finlandaise Tiina Jauhiainen quittent le sultanat d'Oman en motomarines et rejoignent le franco-américain Hervé Jaubert et son équipage sur le yacht Nostromo (Hervé Jaubert aurait été un ancien agent de renseignement français, et a fui les Émirats en 2009 drapé dans une burqa). L'opération semble avoir été préparée fin 2017.
Le 26 février, elle poste plusieurs messages sur les réseaux sociaux pour détailler les circonstances et les raisons de sa fuite des Émirats arabes unis. Elle informe également l'organisation non gouvernementale « Detained in Dubaï ».
À partir du 1er mars, les passagers du yacht prennent conscience qu'ils sont suivis à distance par un navire ; leur bateau est survolé à basse altitude par des avions.
Le 3 mars, Hervé Jaubert — dont le yacht approche alors les côtes de l'Inde — entre en contact avec un journaliste indien en vue de son arrivée dans un port du sous-continent.
Le 4 mars, Latifa, Hervé Jaubert, Tiina Jauhiainen et trois Philippins de leur équipage sont portés disparus dans l'océan Indien alors que leur yacht Nostromo approche de Goa,,,,,,,,,.
Le 9 mars, le Daily Mail rend compte de la disparition du yacht Nostromo après avoir été contacté par des membres de la famille de la princesse Latifa.
Le 11 mars, une vidéo de 39 minutes est rendue publique. Réalisée par Latifa elle-même avant sa tentative d'évasion, elle est présentée comme à diffuser au cas où sa vie serait en danger. Elle y expose son histoire familiale et explique les circonstances qui ont conduit à sa décision ; elle accuse son père de mauvais traitements à l'égard de sa sœur Shamsa et d'elle (et notamment de l'avoir fait séquestrer et torturer), d'entretenir des escadrons de la mort et d'avoir fait assassiner des membres de la famille royale.
En réponse à des questions sur cet incident, la Garde côtière indienne annonce n'avoir aucune information. Les services de renseignement indiens indiquent tenter de vérifier les allégations, mais se refusent à d'autres commentaires.
Le Bureau national d'enquête finlandais (KRP) reconnait la disparition de Tiina Jauhiainen et annonce l'ouverture d'une enquête en étroite collaboration avec le ministère des Affaires étrangères de Finlande,. Le frère de Tiina Jauhiainen confirme qu'elle est bien une amie de Latifa : les deux femmes se seraient connues à Dubaï en 2010, où la Finlandaise aurait enseigné la capoeira à la princesse.
Le 20 mars, le Nostromo est repéré dans le port de Fujaïrah aux Émirats arabes unis,, qu'il quitte le lendemain pour le Sri Lanka. À son bord sont présents Hervé Jaubert et les trois membres d'équipage philippins. Le yacht touche terre à Galle au Sri Lanka le 2 avril ,.
Le 22 mars, Tiina Jauhiainen réapparait, ce qui incite la Finlande à mettre fin à la recherche qu'elle menait en coopération avec les autorités de Dubaï. Les détails de ses dernières semaines ne sont pas divulgués ; Tiina regagne la Finlande via Londres dans la nuit du 22 mars par un vol Emirates, selon sa famille,,.
Aux dires du représentant du groupe de défense de la princesse, plusieurs personnes sont arrêtées ou interrogées dans le cadre de cette disparition aux Émirats arabes unis et dans le sultanat d'Oman. Ainsi un ami français de Tiina Jauhiainen qui réside à l'époque des faits à Oman, Christian Elombo, est recherché par l'émirat pour « enlèvement » : il aurait « facilité l’entrée et la sortie » de Latifa Al Maktoum. Arrêté le 26 février dans le sultanat, puis expulsé début avril, il est à nouveau interpellé à son arrivée au Luxembourg en vertu d'une notice Rouge d'Interpol émise par les Émirats arabes unis ,,,,. Détenu à Schrassig, il est libéré le 16 mai après que les Émirats arabes unis ont renoncé le 8 mai à leur demande d'extradition.

### Témoignages sur l'arraisonnement du yachtNostromo
Selon les témoignages de l'équipage, le yacht a été activement recherché et survolé par un avion des garde-côtes indiens immatriculé SAR CG 782 pendant la journée du 3 mars. Le 4 mars, le Nostromo est de nouveau survolé par un autre appareil. Deux navires de la marine indienne sont également identifiés par les radars du Nostromo, les ICGS Shoor et ICGS Samarth,,.
Toujours selon Hervé Jaubert et l'équipage, après le coucher du soleil deux bateaux transportant six à huit personnes armées sont lancés à partir de ces navires pour intercepter le yacht. Des grenades assourdissantes et des fumigènes sont utilisés pour désorienter et neutraliser l'équipage. Les hommes sont menottés, les yeux bandés et roués de coups. Après la prise de contrôle du Nostromo par les militaires indiens, un hélicoptère dépose à bord au moins dix membres des forces spéciales émiraties. Bien qu'ayant formulé une demande d'asile aux militaires indiens, la princesse Latifa est entraînée sur un des navires de guerre : « Latifa criait inlassablement qu’elle voulait l’asile diplomatique et suppliait de ne pas être ramenée dans son pays ». Le Nostromo et son équipage sont escortés jusqu'à la base navale de Fujairah à Dubaï par la corvette Baynunah de la Garde côtière indienne.
Dans un entretien qu'elle donne à The Times en juin 2018 après son retour en Finlande, Tiina Jauhiainen confirme que les assaillants — qu'elle pense être un commando indien, et dont certains parlent arabe — ont fait usage de grenades assourdissantes, de fumigènes et d'armes à viseurs laser. Un homme l'a saisie et a fait mine de la jeter dans l'océan. Latifa a crié en anglais « Je réclame l'asile politique ! S'il vous plaît, ne me ramenez pas, tuez-moi plutôt ». La Finlandaise décrit le visage contusionné de Jaubert et ses vêtements en lambeaux, après qu'il a été frappé. Vers deux heures du matin, un nouveau groupe apparaît, qui se présente comme émirati. Six jours plus tard, Tiina Jauhiainen et Hervé Jaubert sont débarqués, menottés et les yeux bandés, puis séparés. Tiina est interrogée par des hommes qui cherchent notamment à savoir « si le Qatar, ou quelle organisation politique est derrière [la tentative d'évasion] ». La Finlandaise estime ne devoir sa liberté qu'à l'intervention des autorités de son pays. Elle se sent menacée, et déclare que plus d'une douzaine de femmes émiraties l'ont depuis contactée pour lui faire part d'expériences similaires de séquestration par leur propre famille et de tentatives d'évasion.
Durant le raid, dans son dernier message vocal à l'avocate Radha Stirling (en), la princesse Latifa qui semble prise de panique dit entendre des coups de feu et déclare « Radha s'il vous plaît aidez-moi, il y a des hommes à l'extérieur ». Les tentatives ultérieures de communication des passagers du Nostromo auraient échoué à cause du brouillage par un avion militaire indien,. Ce qu’il advient de la princesse à partir du 5 mars est inconnu.
Au total, au moins trois navires de guerre indiens et deux émiratis, deux avions militaires et un hélicoptère semblent impliqués dans le raid sur le Nostromo, à environ 50 miles au large de Goa.

### Réactions
Dans les jours qui suivent l'annonce de la disparition du yacht et de son équipage, la nouvelle est surtout abordée par des journaux anglais et finlandais, soutenue par des campagnes de sensibilisation sur les réseaux sociaux accélérées par le soutien de l'entrepreneur internet Kim Dotcom.
Tiina Jauhiainen et Hervé Jaubert font leur première apparition publique après l'incident lors d'une conférence de presse organisée par l'association « Detained in Dubaï » à Londres malgré des menaces du gouvernement des Émirats arabes unis.
Après quelques semaines de silence dans les médias du Golfe, la presse occidentale réclame que la lumière soit faite sur le sort de Latifa. Human Rights Watch demande aux autorités de Dubaï de révéler où elle se trouve, en ajoutant : « omettre de divulguer des informations sur la localisation et la situation de la princesse pouvait être considéré comme une disparition forcée, dans la mesure où elle a été vue pour la dernière fois entre les mains des autorités des Émirats arabes unis. »
Le journal arabe Ad-Diyaar publie également les appels d'Human Rights Watch, suggérant que la princesse Latifa est détenue contre son gré.
Lors du Derby du Kentucky 2018, un groupe de soutien fait trainer par un avion une banderole où est inscrit « Dubaï : où est la princesse Latifa ? ».

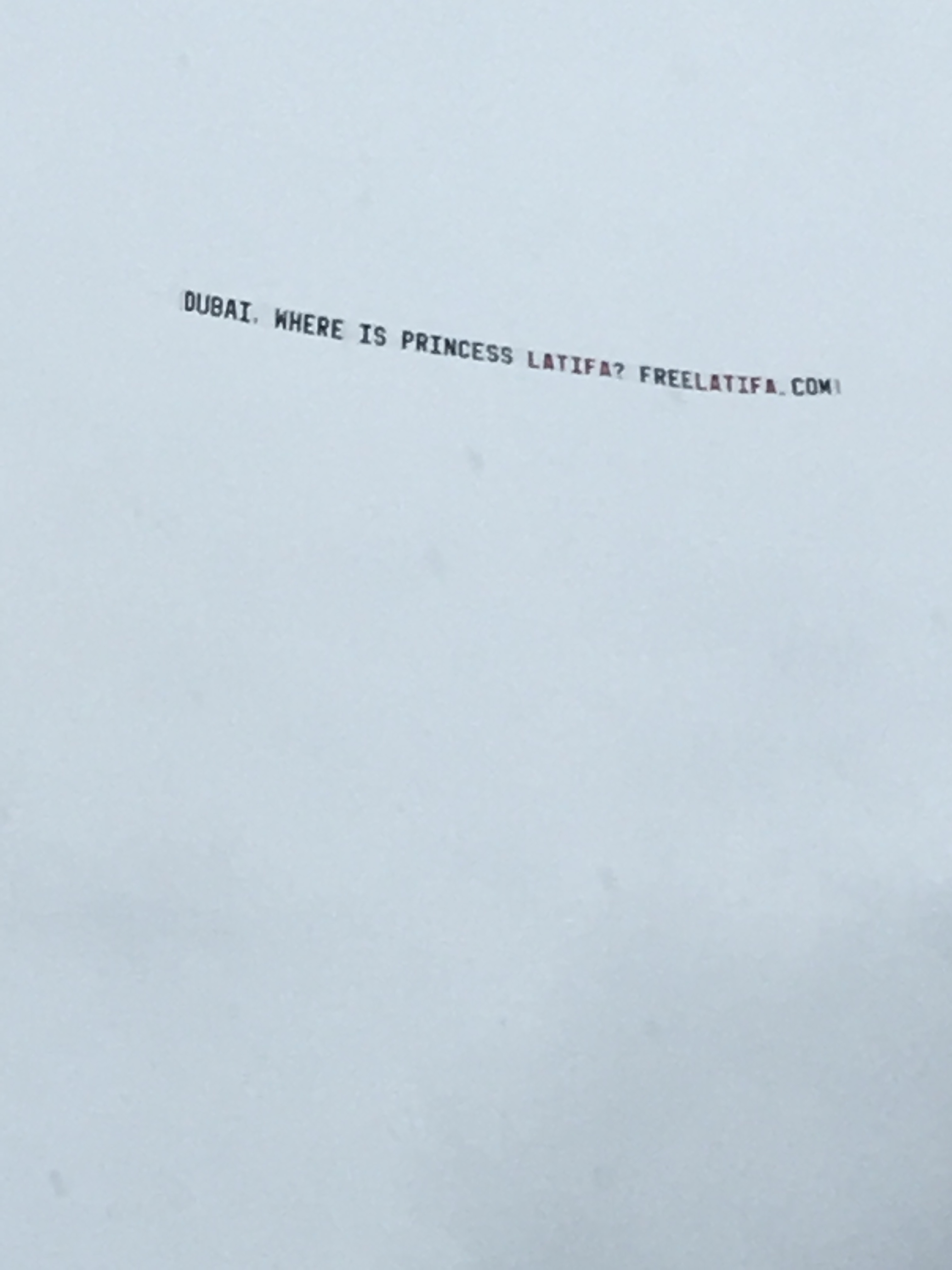
Banderole aérienne « Où est la princesse Latifa ».

La seule réponse en provenance des Émirats arabes unis est officieuse. Elle impute l'incident à une conspiration étrangère menée par « une bande d'escrocs et le Qatar »  et tente de discréditer les soutiens de la princesse Latifa. Elle assure que celle-ci « a été ramenée », se trouve « avec sa famille » et « va bien ». Il s'agit d'une « affaire privée ». 
Des médias contrôlés par le gouvernement émirati tenteraient en parallèle de créer une confusion en communiquant massivement sur ses demi-sœurs homonymes, l'une actuellement vice-présidente du Culture & Arts Authority of Dubaï, l'autre impliquée en mai 2018 dans des opérations humanitaires au profit des Yéménites victimes de la guerre,. De même, plusieurs organes de presse, évoquent une prétendue disparition de la championne d'équitation Latifah bint Ahmed bin Juma Al Maktoum,,,, jouant peut-être sur la similitude des noms.
Le gouvernement indien a été largement critiqué,. Les médias indiens rapportent que le Premier ministre Narendra Modi et ses conseillers sont directement intervenus à la demande du Premier ministre des Émirats arabes unis, sans exiger une requête officielle et « pour le bien des relations indo-émiraties ».
De même, le gouvernement finlandais a été critiqué pour ne pas avoir protesté. Le lendemain, le ministre finlandais des Affaires étrangères Timo Soini indique que la Finlande a été en tractation avec les autorités émiratis et indiennes, mais à l'écart des médias,.
Sous l'impulsion d'un cabinet d'avocats représentant la princesse, le groupe de travail sur les disparitions forcées ou involontaires du Haut-Commissariat des Nations unies aux droits de l'homme a formellement réclamé des explications à l'Inde et aux Émirats arabes unis.
En septembre 2018 un communiqué de presse d'Amnesty International appelle le gouvernement émirati à respecter ses obligations juridiques internationales en révélant le lieu de résidence de Latifa. Demande est également faite au gouvernement indien d'enquêter sur le rôle joué par ses forces de sécurité dans l'arraisonnement violent du Nostromo.
La chaîne BBC Two diffuse en 2018 le documentaire Escape from Dubai: The Mystery of the Missing Princess. L'enquête révèle que Latifa avait planifié son évasion depuis sept ans, et évoque une tentative similaire de sa sœur Shamsa en 2000,. Un commentaire laconique des autorités des Émirats arabes unis explique que la princesse serait en sécurité, chez elle.
Sollicité par un cabinet d'avocats londonien qui représentent la princesse et ses deux amis, Bernard Duhaime, rapporteur spécial des Nations unies chargé des procédures extrajudiciaires et des exécutions sommaires ou arbitraires, invite la famille royale de Dubai à apporter des preuves de vie de Latifa et d'expliquer les motifs de sa détention. Le 25 décembre 2018, trois photographies de qualité médiocre de la princesse aux côtés de Mary Robinson — l'ancienne présidente de l'Irlande et haute-commissaire des Nations unies aux droits de l'homme — sont rendues publiques par les Émirats,. Mary Robinson affirme dans une interview radiophonique que la rencontre a été organisée par une des femmes de Mohammed ben Rachid Al Maktoum, Haya bint al-Hussein ; elle décrit Latifa comme une « jeune femme perturbée », qui regrette d'avoir tourné la vidéo dans laquelle elle dit être victime de violences. « Detained in Dubai » et plusieurs organisations pour les droits de l'homme contestent la sincérité de cette « brève rencontre » et de cet interview, qu'ils qualifient de « récitation presque parfaite » des verbatims de la version officielle émiratie,,,. Simultanément, ils lancent un appel en faveur d'une enquête indépendante sur la situation réelle de Latifa, contestant ses supposés problèmes psychiatriques et pointant la possibilité d'une détention forcée,,,.
En mars 2020 la justice britannique statue que son père l'émir de Dubaï Mohammed ben Rachid Al Maktoum est bien le commanditaire et l'organisateur de son enlèvement.
En février 2021 Latifa al Maktoum parvient à transmettre une vidéo à des médias occidentaux, où elle affirme être retenue contre son gré dans une villa transformée en prison et craindre pour sa vie,.
Le 9 avril 2021, Marta Hurtado, porte parole de la haut-commissaire des Nations unies pour les droits humains, déclare que les Émirats arabes unis n'ont pas répondu à sa requête et n'ont pas apporté de preuve de vie convaincante de Latifa al Maktoum.
Le 22 mai 2021, une photo qui semble montrer la princesse Latifa dans un centre commercial de Dubaï est publiée en ligne sur Instagram. Ni l'identité de la personne ni la date de la prise de vue ne sont certifiées,. Selon des sources de The Times, les titulaires des comptes Instagram concernés auraient agi sur ordre.
En juin 2021, les photos d'une femme présentée comme étant Latifa à l'aéroport Adolfo Suárez Madrid-Barajas sont publiées sur le compte Instagram de Sioned Taylor, une professeure de mathématiques salariée de la famille royale de Dubaï. Selon le cabinet d'avocats Taylor-Wessing qui dit la représenter, elle serait désormais libre de « voyager où [elle] veut ». Les photographies de mai sont également attribuées à Sioned Taylor.
En juillet 2021, le collectif de journaliste du Projet Pegasus a révélé que les numéros de téléphones de Latifa Al Maktoum et de plusieurs de ses amis proches sont présents sur la liste des cibles potentielles de clients de l'entreprise développant le logiciel espion Pegasus. Comme Pegasus permet un accès au GPS des téléphones cibles, il a peut-être contribué à suivre la route de l'évasion de Latifa.

### Liens  externes
- Notices d'autorité :   - VIAF
  - GND
- "Free Latifa" site web
- "Escape from Dubaï" site web